# Place Antonin-Chastel
La place Antonin-Chastel est un espace public urbain de la commune de Thiers dans le département français du Puy-de-Dôme.
La place est créée véritablement en 1801 avec la création de la future route nationale qui dégage un espace urbain vide de constructions. N'étant pas la place publique la plus grande (place Duchasseint), ni la plus ancienne (place du Palais), elle est cependant la plus convoitée de la ville en raison de la traversée de l'ancienne route nationale 89. Elle est également la plus importante d'un point de vue politique et culturel étant donné qu'elle est bordée par l'hôtel de ville de Thiers, la bibliothèque municipale, la Cité des couteliers mais également par la gendarmerie.

## Situation et accès
La place Antonin-Chastel se situe dans le secteur sauvegardé du centre-ville de Thiers, à proximité immédiate de l'hôtel de ville. Sa position, allant du cœur de la cité médiévale vers la profonde Vallée des Usines lui permet d'avoir une vue panoramique sur cette dernière, les contreforts des monts du Forez, une partie du bas de la ville et de l'ancien hôpital,.

## Origine du nom
Son nom provient de l'ancien député-maire de Thiers, Antonin Chastel, décédé en 1952 en cours de mandat.

## Historique
Auparavant, la partie occidentale de la place portait le nom de « place des Barres ».

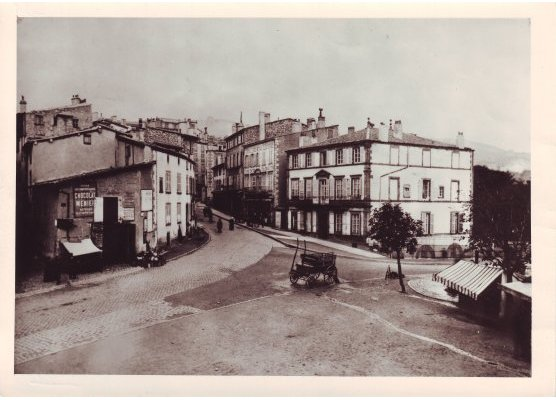
La place, la Route Nationale n°89 et la sous-préfecture au milieu à droite au tout début du XXe siècle.

### Construction

#### Ouverture de la Route Nationale n°89
Bien qu'étant située en partie dans la cité médiévale, la place ne date pas du Moyen Âge. En effet, elle est véritablement construite à la suite de l'ouverture de la Route nationale 89 en 1801. À cette date, une partie des constructions du futur tracé de la route sont détruites — comme l'ancien palais de justice, la maison Lamouroux ou encore le tribunal de commerce,, laissant à l'occasion un espace urbain vide entre l'ancienne sous-préfecture et l'hôtel-de-ville de Thiers. À cette occasion, au niveau de l'ancienne mairie, le niveau du sol est rehaussé de près de 2 m.

#### Ouverture de l'avenue Pierre-Guérin
Dans les années 1860, l'avenue Pierre-Guérin est percée dans le centre-ville. Cette dernière part de l'ancienne sous-préfecture pour rejoindre le reste de la Vallée des Usines et la future avenue Joseph-Claussat. À cette occasion, l'espace urbain vide laissé par la construction de la route nationale est agrandie et la rue de la sous-préfecture est déviée pour désormais contourner la place publique,.

### Aménagements majeurs duXXesiècle

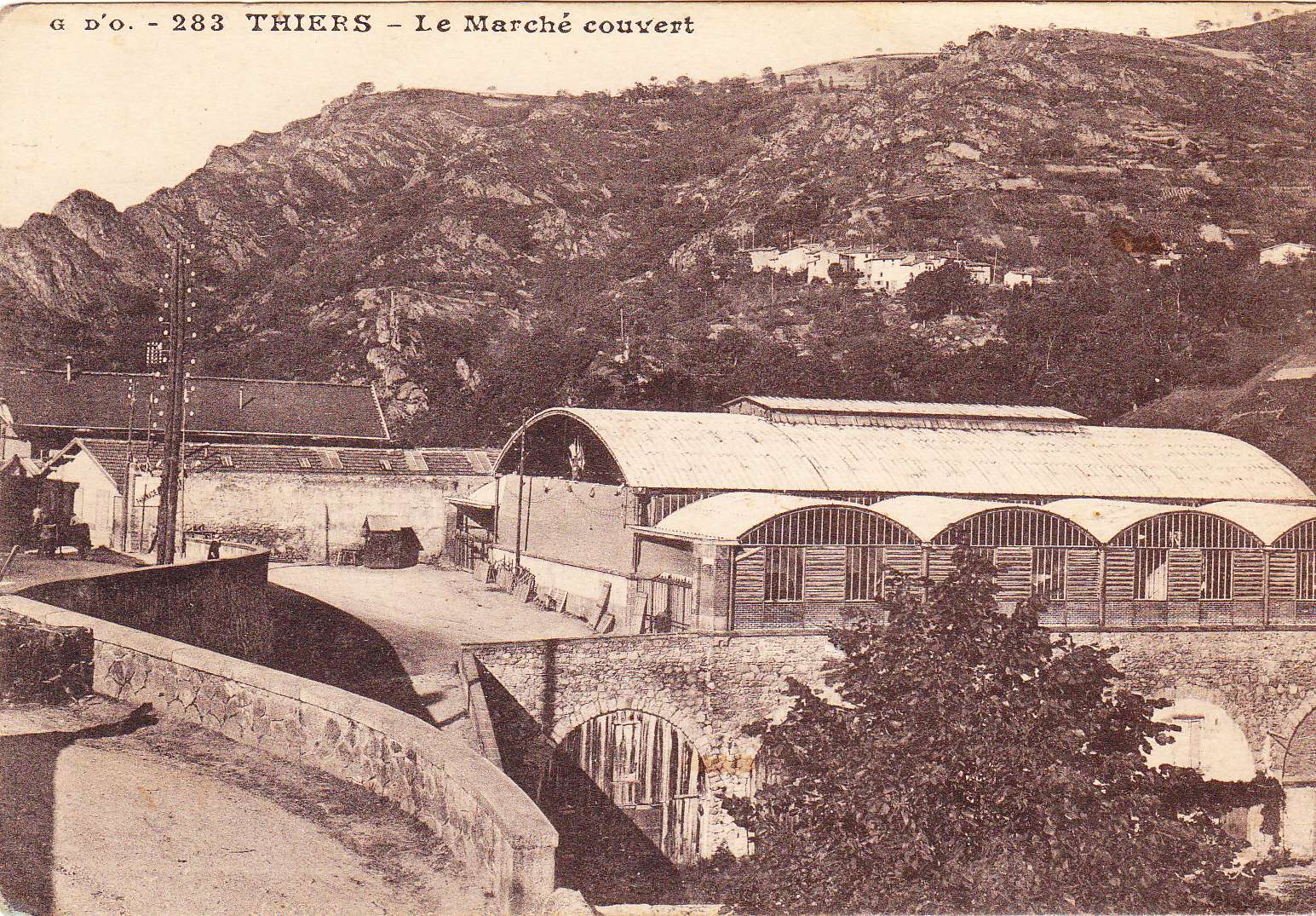
Le marché couvert de Thiers pris en 1940.

#### Marché couvert
Au début du XXe siècle, la ville de Thiers fait construire un marché couvert en contrebas de la place et donnant sur l'avenue Pierre-Guérin. Ce dernier, fait de tôle d'acier et de bois, est construit sur de grandes voûtes en pierres de Granite qui soutiennent la totalité de l'édifice.

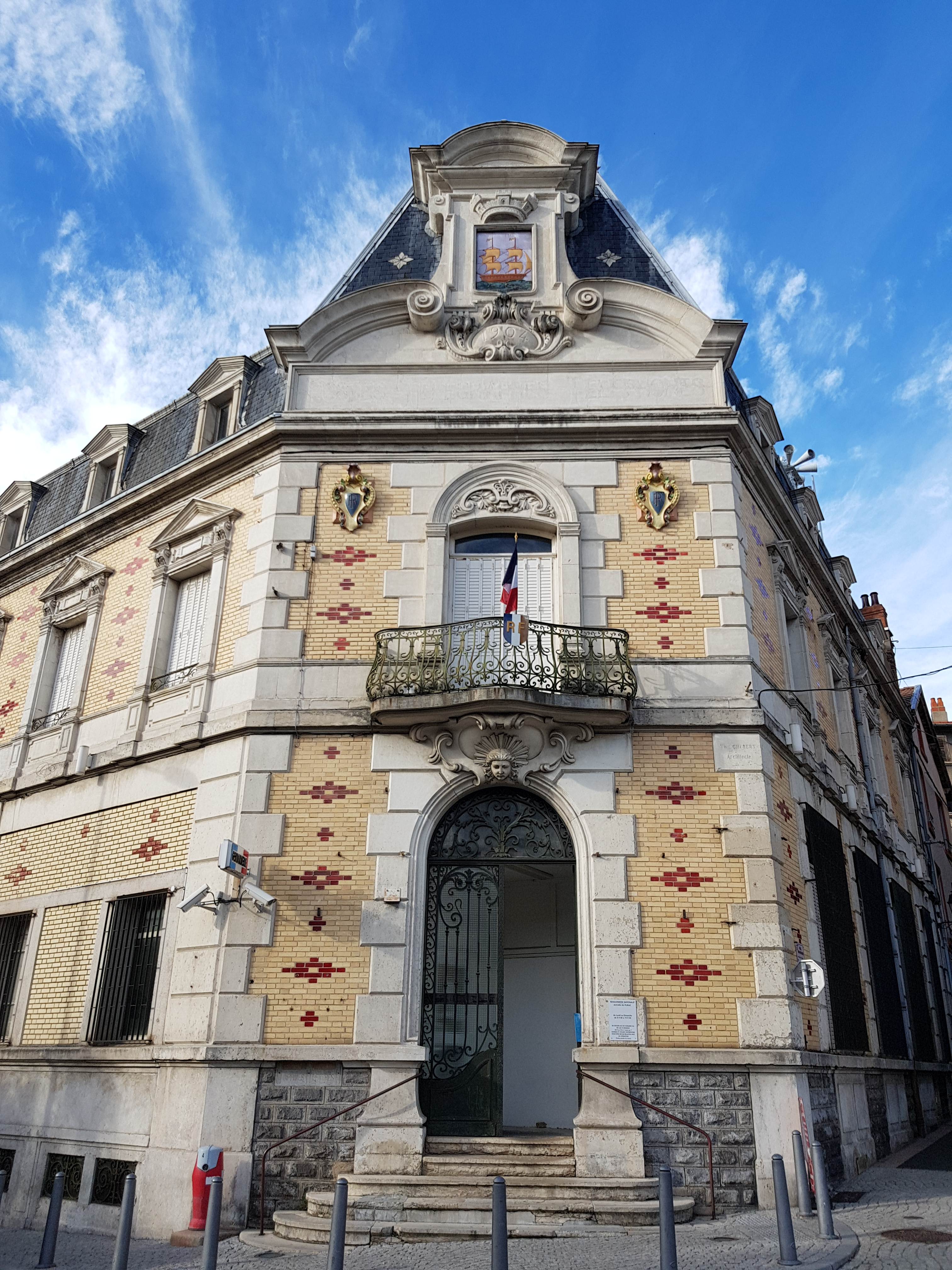
La gendarmerie de Thiers prise en 2018.

#### Poste puis gendarmerie
En 1904, la poste de Thiers est fraîchement construite. Située sur une ancienne gendarmerie, elle remplace en partie des anciens locaux où étaient logés des policiers. Aujourd'hui redevenu un lieu destiné à une force armée chargée des missions de police, l'inscription « Postes Télégraphes Téléphones », surmontée d'une représentation du blason de Thiers sont encore visibles sur la façade principale du bâtiment donnant sur la place.

#### Construction d'une nouvelle mairie
Sous l'impulsion de René Barnérias, alors maire de Thiers, une nouvelle mairie est construite à la suite de la destruction de la sous-préfecture dans les années 1970. De style très contemporain pour l'époque, son aspect est vivement critiqué par les Thiernois de par sa couleur — dans différentes teintes de marron — et sa forme, très rectangulaire et avec peu de charme.

#### Réaménagement des années1980
Dans les années 1980, sous l'impulsion du député-maire en place, Maurice Adevah-Pœuf, la place est réhabilitée. Le goudron qui remplaçait les vieux pavés au sol depuis la première moitié du XXe siècle est détruit pour installer des pavés taillés en pierre claire. Un espace vert en forme de triangle — toujours visible de nos jours — est ajouté devant l'ancienne mairie, désormais bibliothèque municipale. À partir de cette réorganisation, la place devient entièrement piétonne, les voitures et les bus n'ayant plus le droit de stationner.

### Aménagements majeurs duXXIesiècle

#### Réaménagement complet
Sous l'impulsion de Thierry Déglon, alors maire de Thiers, la place Antonin-Chastel est entièrement remaniée en 2008,. Après deux ans de travaux, pour un coût total de 6 300 000 €, l'espace public est largement agrandi — passant de 2 300 m2 en 2006 à plus de 4 000 m2 en 2008, les voiries sont refaites et 82 places de stationnement sont construites dans les étages inférieurs,. Dans la continuité des travaux, l'école du centre A (également appelée « école George-Sand ») connaît de lourds travaux de rénovation. Une partie de la toiture est alors refaite et une nouvelle entrée est construite dans une rue à l'arrière de la place publique.
La même année, une horloge montée sur un socle émettant une cascade d'eau décorée d'une roue à aubes est installée sur la place. Elle est accompagnée d'un ascenseur et d'un Jacquemart — Ici, un émouleur en acier sort au-dessus de l'horloge et frappe un couteau à chaque nouvelle heure. La fontaine et la roue à aubes qui sert de cadre à l'horloge évoquent la Durolle utilisée comme force motrice pour le travail du métal.

#### Réhabilitation extérieure de l'hôtel de ville
En 2013, l'hôtel de ville est réhabilité par l'extérieur. Il est alors mieux isolé afin d’améliorer sa performance énergétique. Pour le confort des agents municipaux, l’isolation phonique est également améliorée, notamment pour ceux dont les bureaux donnent sur la rue. Pour faciliter l’accès des personnes à mobilité réduite, l’entrée est reconfigurée et équipée de portes automatiques. Des couleurs, plus modernes comme le blanc, le gris et le noir sont utilisées et l'aspect du bâtiment est changée.

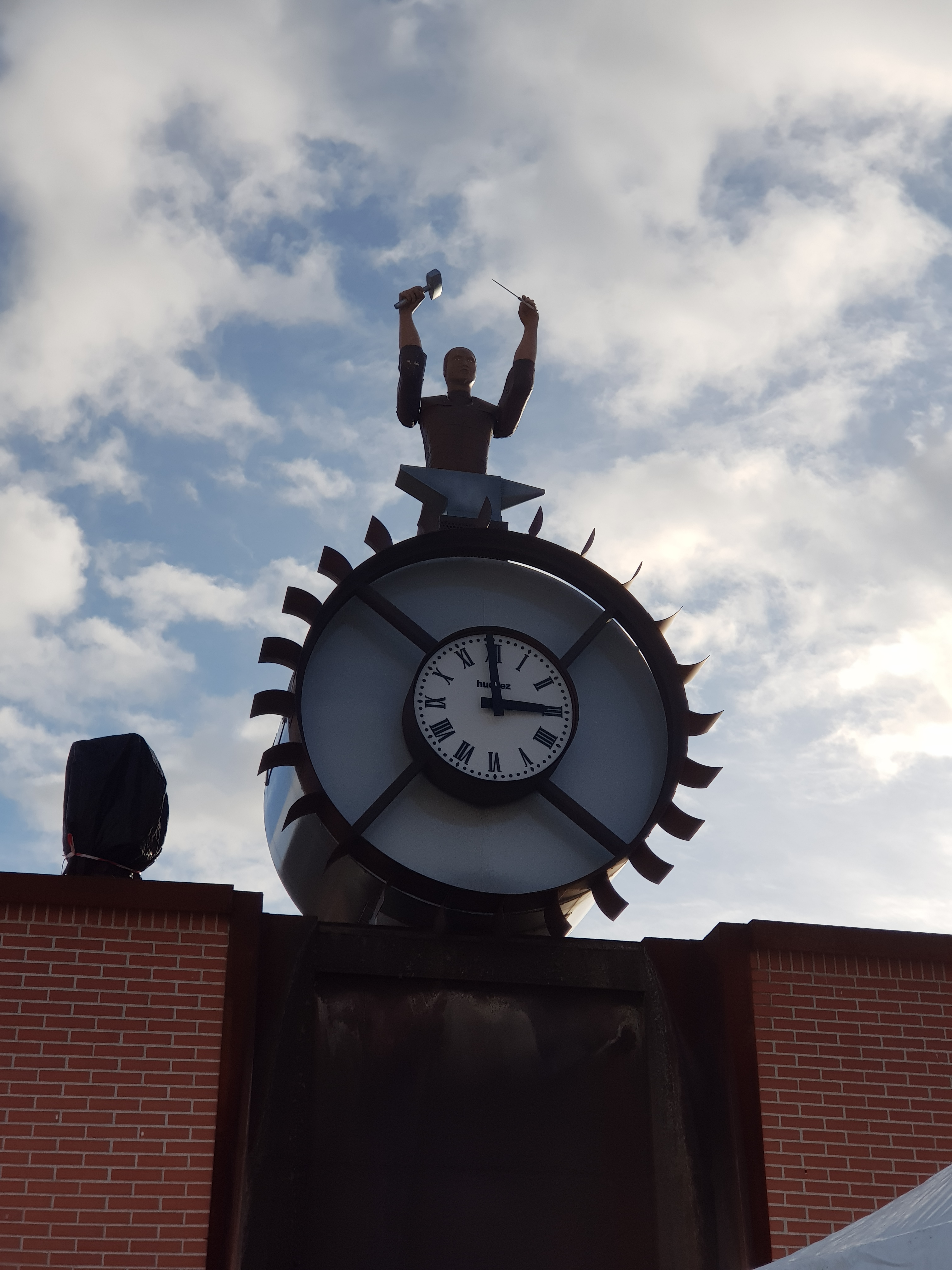
Le jacquemart de la place Antonin-Chastel.
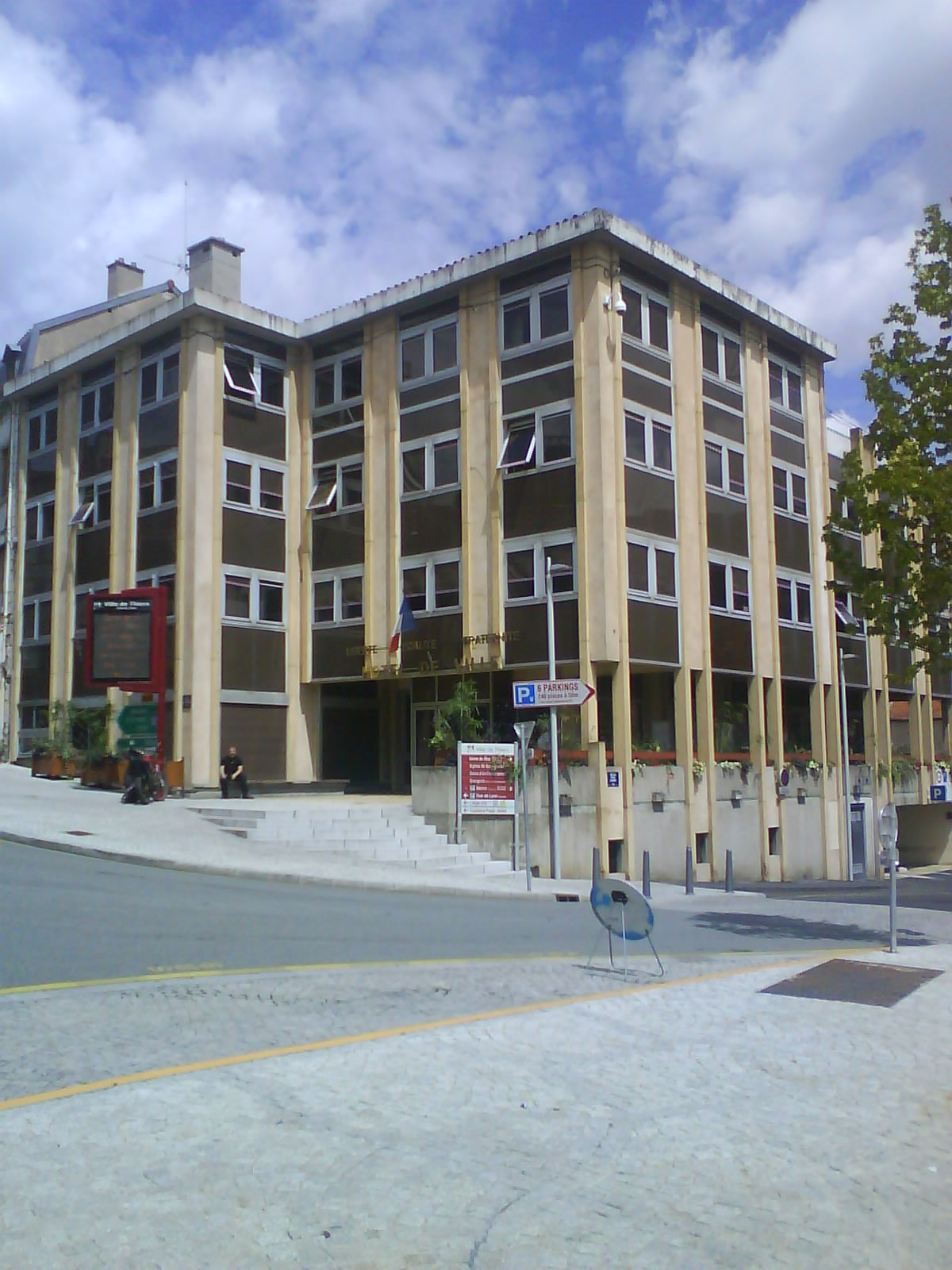
L'hôtel-de-ville avant sa rénovation extérieure.
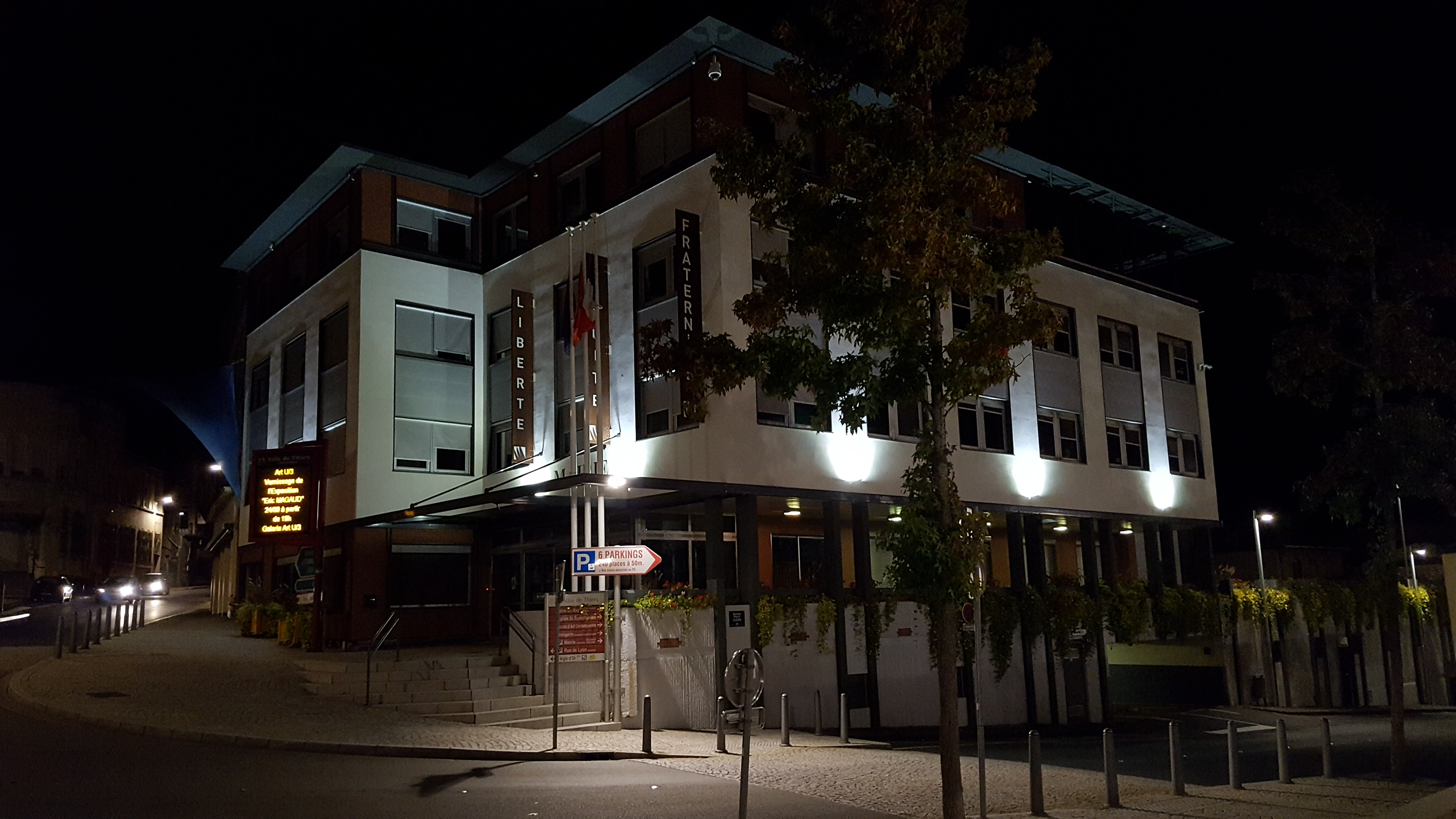
L'hôtel-de-ville de Thiers pris en 2018.
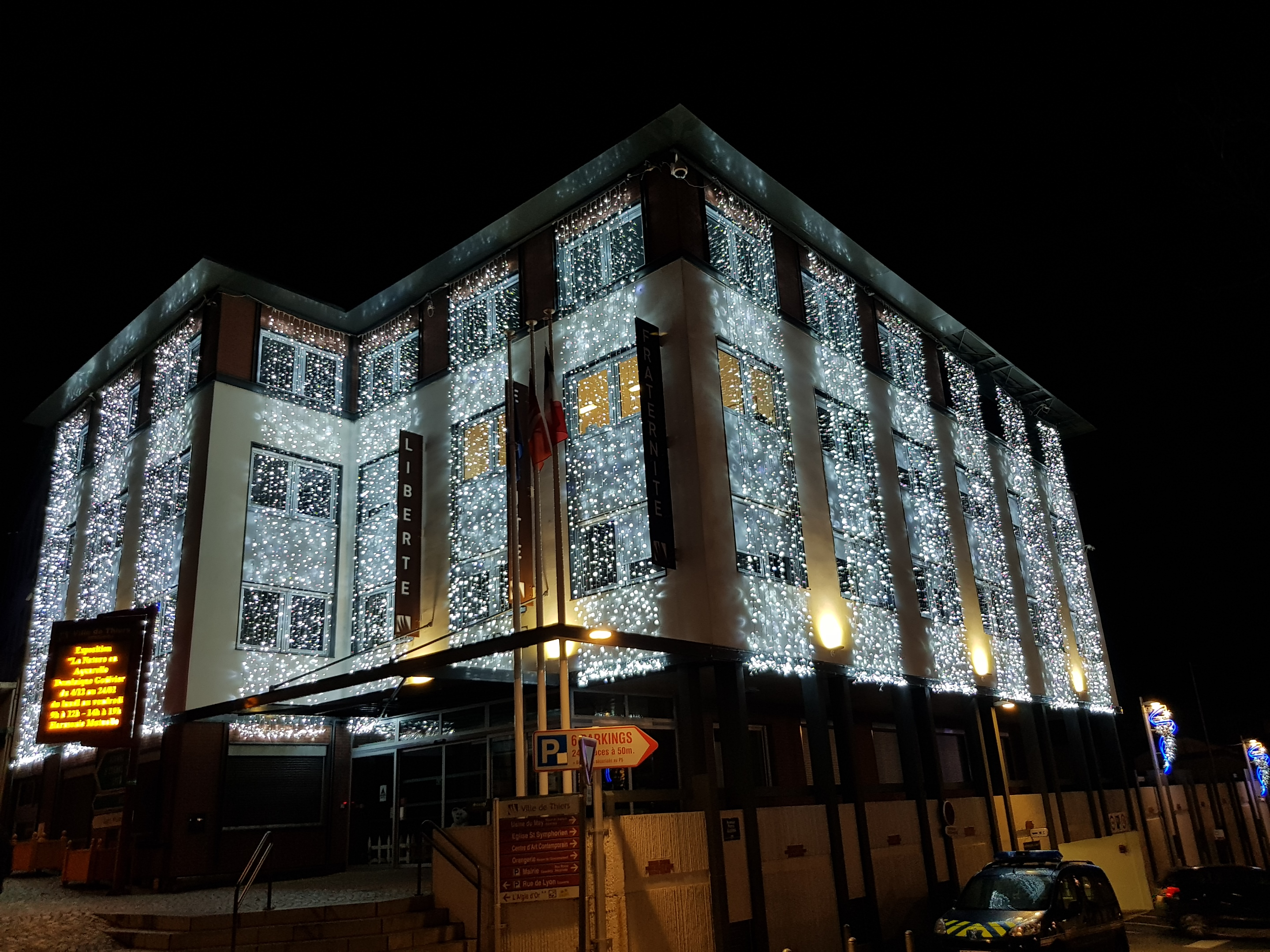
L'hôtel-de-ville décoré pour les fêtes de noël.

## Plan général
| Plan détaillé de la place Antonin-Chastel et ses alentours          | Plan détaillé de la place Antonin-Chastel et ses alentours | Plan détaillé de la place Antonin-Chastel et ses alentours | Les limites de la place sont matérialisées par un trait rouge. |
| Bâtiments                                                           | Voies de circulation                                       |                                                            | Les limites de la place sont matérialisées par un trait rouge. |
| A : Gendarmerie (ancienne poste)                                    | 1 : Rue Terrasse (ancienne RN89)                           |                                                            | Les limites de la place sont matérialisées par un trait rouge. |
| B : Mairie (ancienne sous-préfecture)                               | 2 : Avenue Pierre-Guérin                                   |                                                            | Les limites de la place sont matérialisées par un trait rouge. |
| C : Parking (ancien marché couvert également nommé « place rouge ») | 3 : Rue Alexandre-Dumas                                    |                                                            | Les limites de la place sont matérialisées par un trait rouge. |
| D : Bibliothèque (ancienne mairie)                                  | 4 : Rue Traversière                                        |                                                            | Les limites de la place sont matérialisées par un trait rouge. |
| E : école du centre A (ancien lycée)                                | 5 : Rue du 8 mai                                           |                                                            | Les limites de la place sont matérialisées par un trait rouge. |

## Utilisations
La place Antonin-Chastel est le lieu des grands marchés et des fêtes sur la commune de Thiers.

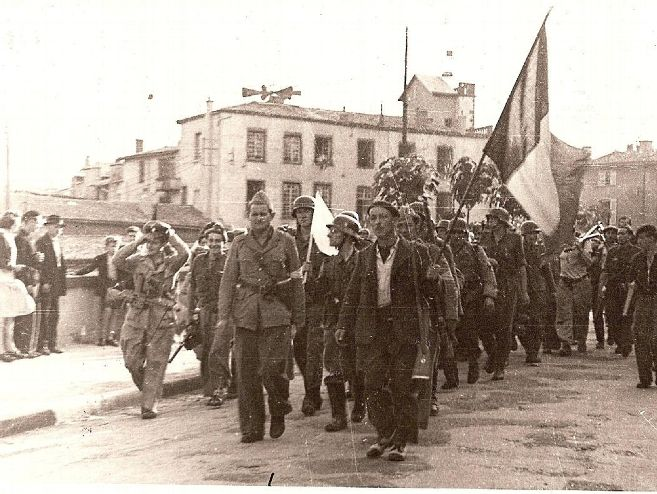
La libération de Thiers le 25 08 1944 sur la place Antonin-Chastel.

### Politique et militaire
Lors de la libération de Thiers en 1944, un défilé militaire suivi d'une marche citoyenne a lieu sur la route nationale et passe sur la place. Après une longue résistance qui entraîne résistants civils et militaires, les Thiernois conduisent tous ensemble les prisonniers allemands dans le marché couvert où ils seront surveillés et emprisonnés.

### Marchande, commerçante et économique
Au début du XXe siècle, un marché couvert est construit au bout de la place. Après avoir été transféré au rempart à quelques mètres dans les années 1980, le marché public revient sur la place dès l'agrandissement de la place en 2008. Deux marchés sont présents sur la place par semaine : le premier a lieu le jeudi matin tandis que le deuxième se déroule le samedi matin, tous deux de 8 h à 12h30. D’avril à octobre, chaque premier dimanche du mois, la place Antonin-Chastel accueille « les puces de Thiers » qui est en fait une sorte de brocante et de vide-greniers,.
En 2019, la place comporte plusieurs magasins et boutiques. Les deux bars présents sur la place, « Le Central » et « Le Bordeaux », entourent le local de l'actuelle gendarmerie principale de Thiers. Une boulangerie, « Chez Artault » et un local destiné à une entreprise d'intérim « CDM intérim »sont également présents sur la place. La place étant majoritairement entourée de bâtiments publics (bibliothèque municipale, hôtel-de-ville, gendarmerie, Cité des couteliers), peu de commerces sont présents sur la place, ces derniers étant plus situés le long de la rue Terrasse ou la rue François-Mitterrand.

### Culturelle, festive et touristique
La place accueille chaque année le festival de musique La Pamparina qui rassemble plus de 45 000 personnes en 2018. Une scène de concert est installée sur la place tandis que les bars installent des tables et des chaises sur la voie publique alors fermée à la circulation. Des chanteurs comme le groupe Madame Monsieur — connu pour la chanson Mercy présentée au concours Eurovision de la chanson en 2018 — ou Hoshi, connue pour son tube nommé « Ta marinière » qui reste plusieurs semaines dans le Top20 single avec des pics à la 9e position chantent à cet événement pour l'édition de 2018. Le marché de noël a lieu chaque année début décembre sur la place.
Chaque année, le départ de la course « 5 km - Tout Thiers Court » prend pour départ la place Antonin-Chastel,. Elle est suivie par le passage de la course « Les 13 km Thiernois » où les coureurs traversent la ville avec notamment des passages en escaliers et des tronçons connaissant une inclinaison de plus de 20°,.

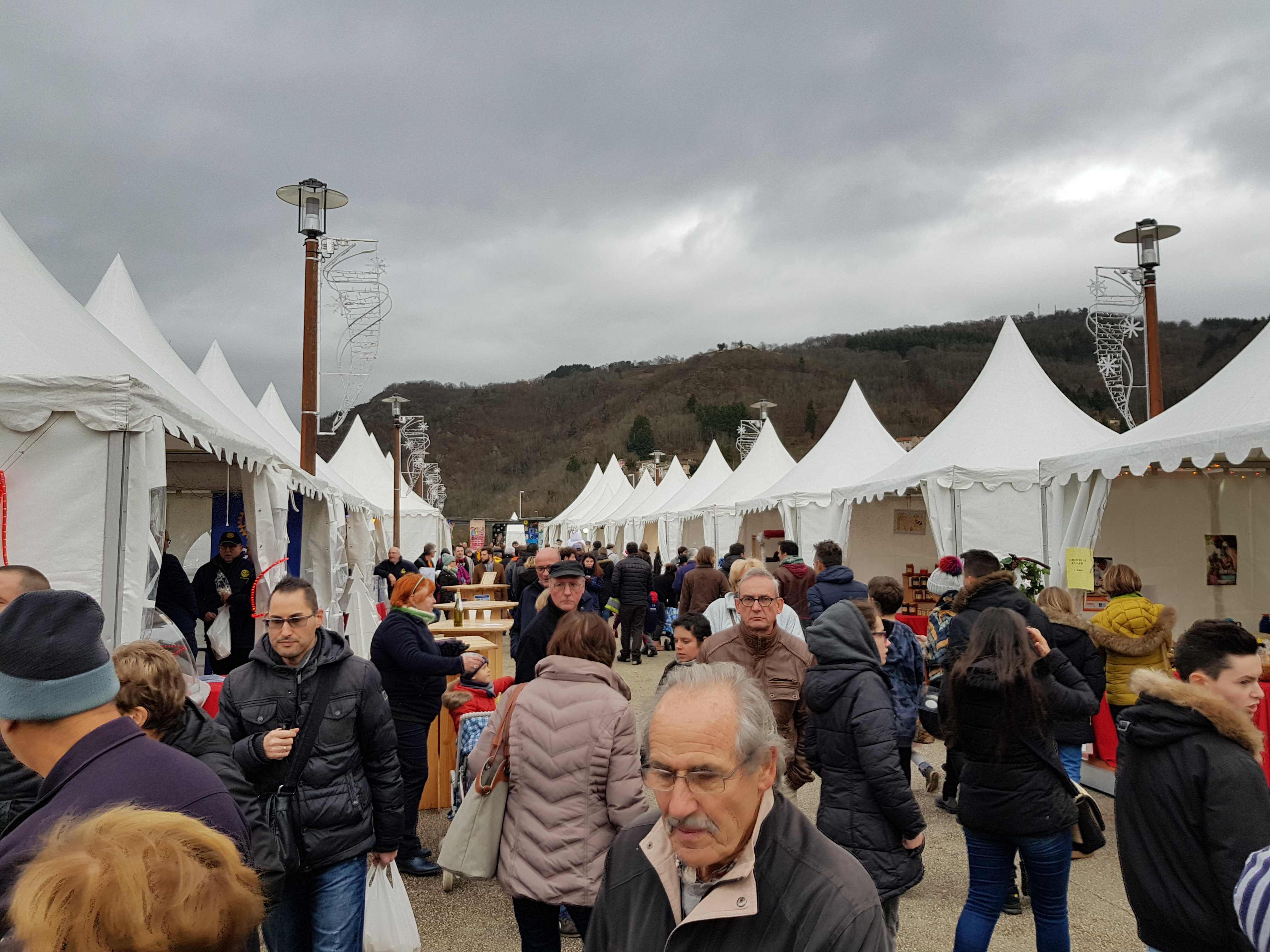
La place pendant le marché de Noël de 2018.
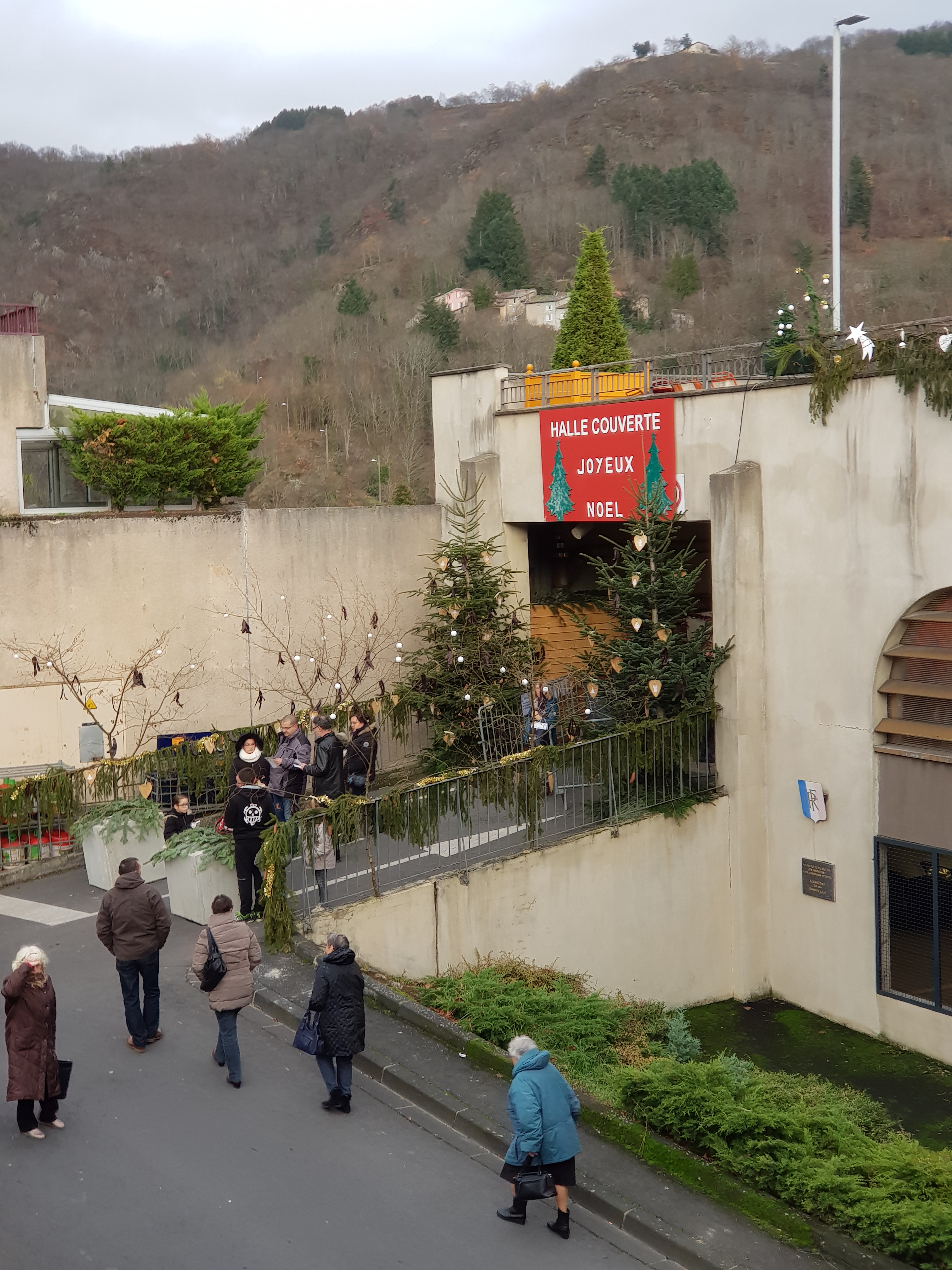
L'entrée du marché couvert prise en 2018.
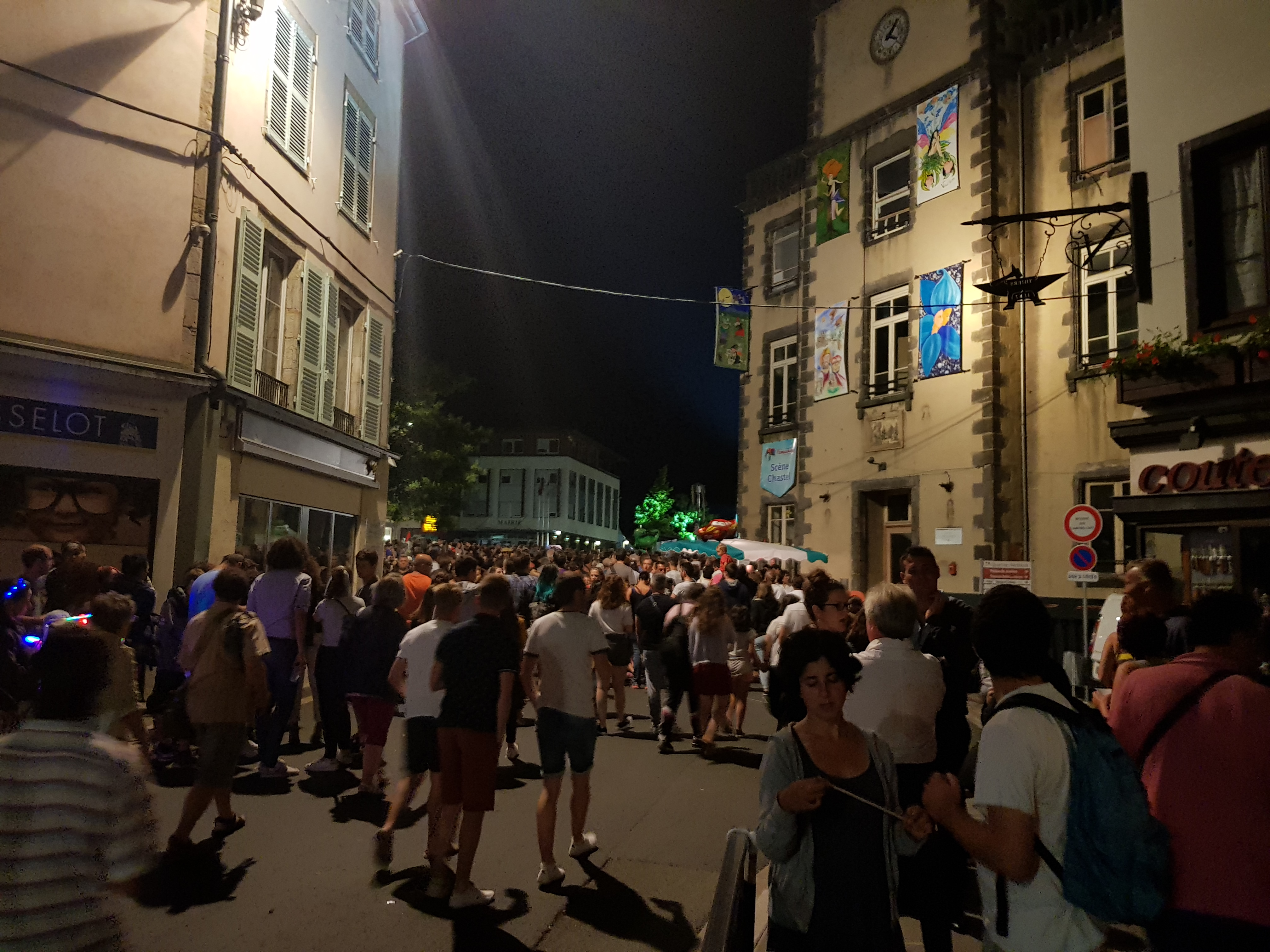
Une partie de la place en début de soirée pendant La Pamparina, édition de 2018.
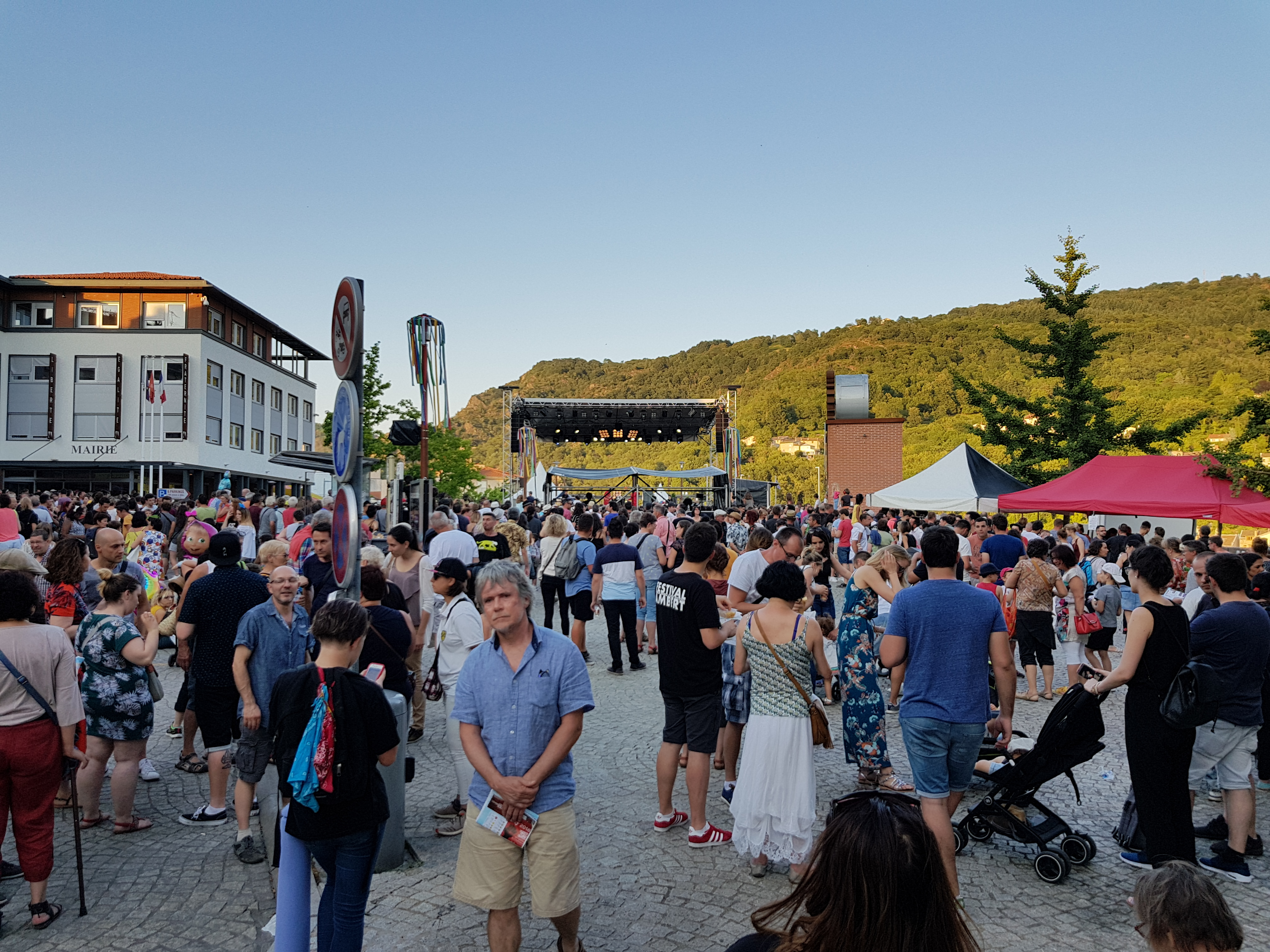
La place lors du concert de Madame Monsieur en 2018.

## Bâtiments remarquables et lieux de mémoire

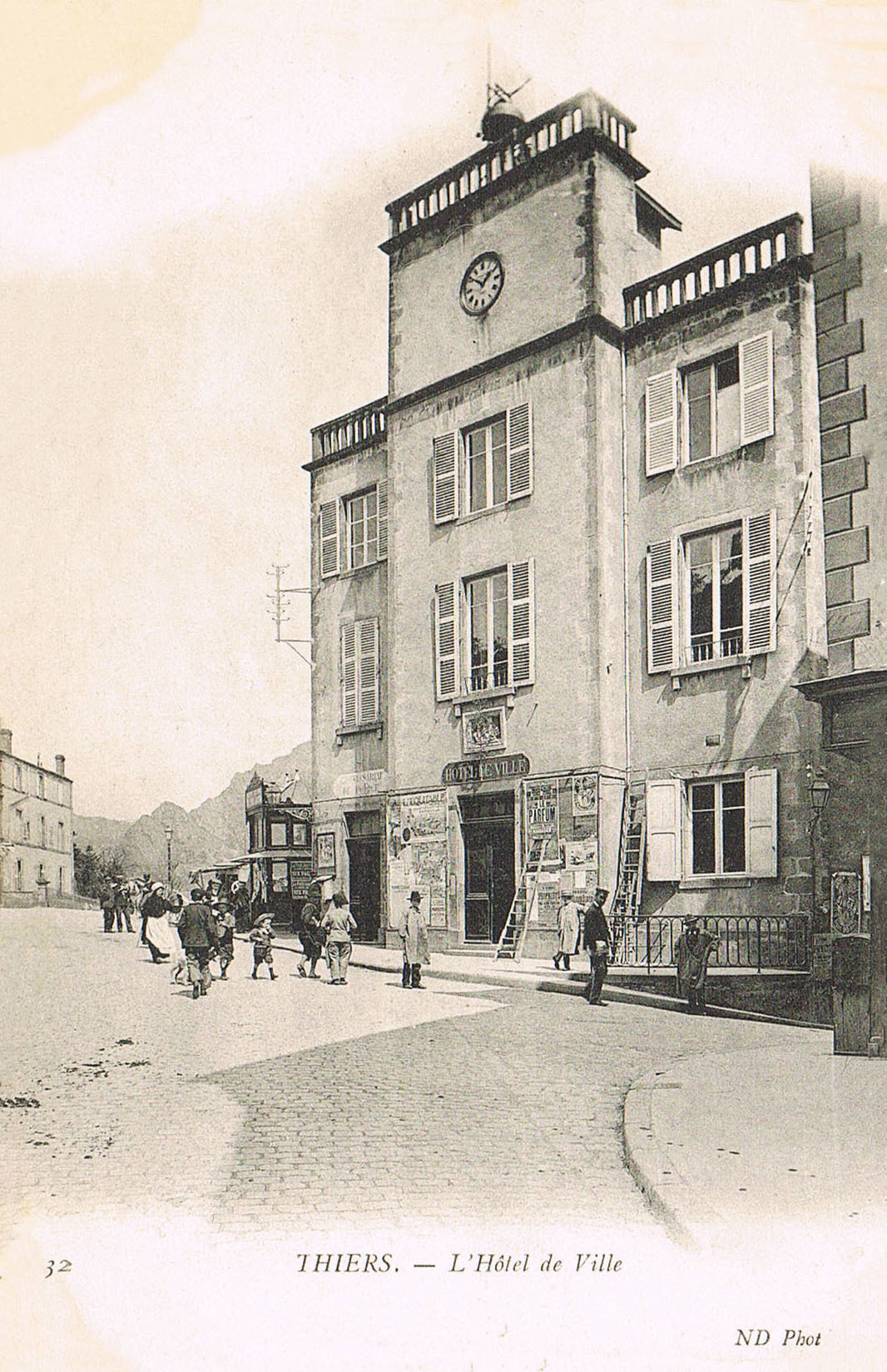
L'ancien hôtel-de-ville et la place Antonin-Chastel photographiés en 1910.

La place Antonin-Chastel dispose en son centre d'une fontaine monumentale, surélevée d'une roue à aubes et d'un jacquemart qui sonne les heures piles et les demi-heures. Elle présente également des arbres et des arbustes. Les arbres, qui longent la bibliothèque et l'avenue Pierre-Guérin sont directement plantés en terre tandis que les arbustes présents sur la place sont en grande partie plantés dans des pots en bois. Un espace engazonné, arboré et fleuri occupe la partie ouest de la place.
Plusieurs monuments historiques sont présents à proximité directe de la place:
- N°10 rue du Bourg, datant du XVIe siècle ;
- N°12 rue du Bourg, datant du XIVe siècle ;
- N°4 rue Conchette, datant du XVIIe siècle.

## La place dans les arts
La place est représentée par un grand nombre de vieilles cartes postales. Une partie des principaux bâtiments sont alors présents sur ces dernières.

### Sources
Association Le pays thiernois, Le pays thiernois et son histoire No 1, Ville de Thiers, 1983 (première édition octobre 1983), 22 pages.
1. 1 2  p. 6.
2. ↑  p. 8.
3. ↑  p. 10.
4. ↑  p. 11.
5. ↑  p. 18.
6. ↑  p. 12.

Association Le pays thiernois, Le pays thiernois et son histoire No 3, Ville de Thiers, 1986 (première édition décembre 1986), 21 pages.
1. 1 2  p. 9.
2. 1 2 3  p. 10.
3. ↑  p. 11.
4. ↑  p. 12.
5. ↑  p. 15.
6. 1 2  p. 16.

### Autres références
1. ↑  Louis Dubreuil, Plan de Sauvegarde et de Mise en Valeur de Thiers, Thiers, Auvergne-Rhône-Alpes, 2018 (lire en ligne).
2. ↑  « Xavier Fabre, Vincent Speller (ARCHIGUIDE) », sur www.archi-guide.com (consulté le 2 janvier 2019).
3. ↑  « Place Antonin-Chastel », sur www.archi-guide.com (consulté le 2 janvier 2019).
4. ↑  Dany Hadjadj, Pays de Thiers : le regard et la mémoire, Presses Univ Blaise Pascal, 1999, 592 p. (ISBN 978-2-84516-116-0, lire en ligne).
5. ↑  Raymond Moraux, « anciennes photos » [archive du 26 février 2017], sur raymondmoraux.fr (consulté le 25 février 2017).
6. ↑  Raymond Moraux, « place de la mairie,jaquemart, », sur raymondmoraux.fr (consulté le 25 février 2017).
7. 1 2 3 4  « La place Chastel », sur www.ville-thiers.fr (consulté le 2 janvier 2019).
8. ↑  « PSS / Discussion: Thiers », sur www.pss-archi.eu (consulté le 2 janvier 2019).
9. ↑  « Puy-de-Dôme Travaux de la ville de Thiers », lemoniteur.fr,‎ 5 décembre 2003 (lire en ligne, consulté le 2 janvier 2019).
10. 1 2  « Jac-Thiers », sur patrimoine-horloge.fr (consulté le 2 janvier 2019).
11. ↑  « Jacquemart de Thiers », sur www.petit-patrimoine.com (consulté le 5 janvier 2019).
12. 1 2 3  « Vivre à Thiers », sur www.ville-thiers.fr (consulté le 2 janvier 2019).
13. 1 2  Centre France, « Libération - Le 25 août 1944, Thiers se libérait de l’occupation allemande après 12 heures de combats », sur www.lamontagne.fr (consulté le 2 janvier 2019).
14. ↑  Henri-Ferreol BILLY, « La libération de Thiers le 25 août 1944 », sur Histoire et Généalogie (consulté le 2 janvier 2019).
15. ↑  « Marché de Thiers », sur denosfermes63.puy-de-dome.fr (consulté le 2 janvier 2019).
16. ↑  « Marché et puce », sur www.ville-thiers.fr (consulté le 2 janvier 2019).
17. ↑  Centre France, « D’étranges objets, place Chastel, pour le marché aux puces », sur www.lamontagne.fr (consulté le 2 janvier 2019).
18. ↑  « Boulangerie Artault », sur horaires.lefigaro.fr (consulté le 2 janvier 2019).
19. 1 2  Centre France, « Festival - « Une nouvelle édition record » pour la Pamparina, à Thiers », sur www.lamontagne.fr (consulté le 2 janvier 2019).
20. ↑  « La Pamparina », sur www.ville-thiers.fr (consulté le 2 janvier 2019).
21. ↑  « Eurovision : qui est Mercy, dont l’histoire a inspiré la chanson de Madame Monsieur ? », sur Europe 1 (consulté le 2 janvier 2019).
22. ↑  « Hoshi - Ta marinière », sur www.chartsinfrance.net (consulté le 2 janvier 2019).
23. ↑  « Marché de noël », sur www.ville-thiers.fr (consulté le 2 janvier 2019).
24. 1 2  « Galerie Photo | 13 km thiernois » (consulté le 4 janvier 2019).
25. 1 2  « 13 km thiernois | | 13 km thiernois » (consulté le 4 janvier 2019).
26. 1 2 3  « Place A.Chastel, Thiers (63), Agence Fabre Et Speller :: Non Classé | Christophe Camus | Photographe Spécialisé En Architecture, Aménagement, Scénographie Et Suivi De Chantier », sur www.christophecamus.fr (consulté le 2 janvier 2019).
27. ↑  « Base de Mérimée », sur www2.culture.gouv.fr (consulté le 2 janvier 2019).
28. ↑  « Thiers - Cpa Thiers - INSEE 63430 - l'Hôtel-de-Ville - ref.32 - ND Phot - - Carte postale ancienne et vue d'Hier et Aujourd'hui », sur Geneanet (consulté le 2 janvier 2019).